# Should've Said No
Should've Said No är den amerikanska countrypopsångerskan Taylor Swifts femte och sista singel från hennes självbetitlade debutalbum. Den har dessutom bidragit med hennes andra listetta på Billboard Hot Country Songs, och har dessutom precis som hennes fyra tidigare singlar, blivit en topp 40 hit på Billboard Hot 100.
Taylor Swift har dessutom framfört låten tillsammans med musikgruppen Jonas Brothers under killarnas turné "Burning Up Tour", 2008. Uppträdandet ingår i Jonas Brothers konsertfilm Jonas Brothers: The 3D Concert Experience, där en live version av duetten även ingår i soundtracket till filmen.

## Detaljer om låten
Låten är en upp-tempo låt, där huvudpersonen vänder sig till en tidigare kärlek som har varit otrogen mot henne och säger att han "should've said no (skulle sagt nej)" till tjejen som tagit hennes plats i hans liv.
Taylor skrev låten när hon var sexton år gammal. Enligt Country Weekly magazine, inspirerades hon att skriva den när hon upptäckte att hennes pojkvän på den tiden hade varit otrogen mot henne. Den första raden som hon kom på var titeln, och hon skrev refrängen på fem minuter. Taylor har också sagt att en stor del av texterna i låten, var ord som hon använde när hon konfronterade sin dåvarande pojkvän.

## Framförandet av låten på ACM Awards 08
Taylor framförde "Should've Said No" på Academy of Country Music Awards (ACM) 2008. Föreställningen inleddes med Taylor sittande på en stol, klädd i en huvtröja och jeans och spelar gitarr och sjunger den första versen solo, innan bandet inleder refrängen. Efter första refrängen är det två dansare som sliter itu hennes kläder, som senare kommer att avslöja en kort, svart klänning under. Efter halva låten programmerades det ett vattenfall på scenen, som visade nyckelorden "No, No, No" från låten som Taylor sjöng just då. Innan låtens slut så ställer sig Taylor under vattenfallet och står där tills låten är slut.
Det här uppträdandet används dessutom som musikvideo för låten.

## Listplaceringar
| Singellista (2008)                       | Topplacering |
| ---------------------------------------- | ------------ |
| U.S. Billboard Hot Country Songs         | 1            |
| U.S. Billboard Hot 100                   | 33           |
| U.S. Billboard Pop 100                   | 61           |
| Canadian Radio & Records Country Singles | 5            |
| Canadian Hot 100                         | 67           |
| New Zealand Singles Chart                | 18           |